# Barriga preta

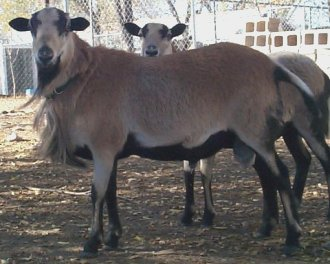
Ovinos Barriga Negra

Barriga preta é uma raça de ovelha desenvolvida na região nordeste do Brasil, mas também se encontra no norte do país, principalmente em Roraima.

## História
Não se sabe a exata origem da raça, mas a mesma pertence ao tronco ancestral chamado "barriga preta" que é, como o próprio nome diz, um tipo de pelagem específica que tem como sua principal característica é a coloração preta na parte inferior do abdômen e patas. Animais assim são encontrados em toda a América espanhola, além do Brasil, o que denota que deve ter sido formada a partir de ovinos de origem portuguesa e espanhola e, provavelmente, a ovelhas indianas e africanas.

## Risco de extinção
A raça se encontra em risco de extinção e muitas vezes é encontrada altamente mestiçada com outros ovinos, a EMBRAPA tem feito um trabalho de estudo para conservação e preservação destes animais.

## Características
A raça é de dupla aptidão para carne e couro, destacando-se por ser muito rústica, reduzindo bastante os custos de criação. Por ter se desenvolvido no semi-árido nordestino, é bem aclimatada a regiões de muito calor e adaptada a digestão de vegetação nativa do cerrado e da caatinga, mas a raça apresenta boa adaptação na região do Amazonas, onde também pode ser encontrada. É um animal deslanado e sua carne é apontada por ter pouca gordura e saudável.
O peso dos machos adultos varia de 65 a 85 quilos, das fêmeas de 45 a 55 quilos.

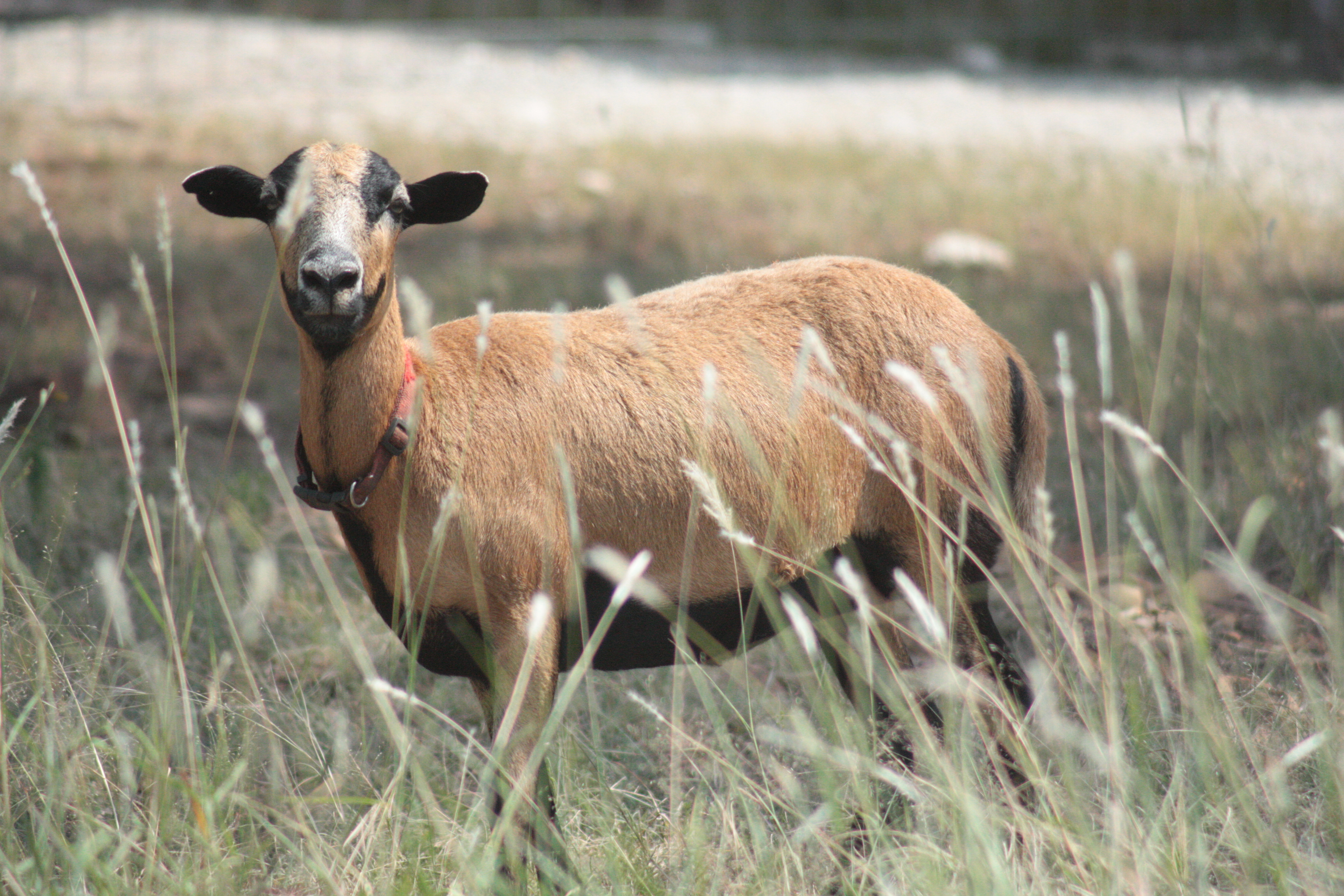
A sua cor da pele é barro e preta.

A raça é muito prolífica e as mães possuem excelente habilidade maternal, sendo que um dos poucos casos que se tem notícia de um parto de 8 filhotes em ovelhas foi de uma fêmea Barriga preta.

## Distribuição do plantel
A grande maioria dos animais estão concentrados no nordeste brasileiro e na região norte.

## Melhoramentos genéticos
Neste momento a raça tem passado por estudos pensando em sua preservação, para depois se fazer melhoramentos genéticos.

## Recuperação e importância genética
Existe uma atual valorização de animais nativos por conta das suas características genéticas únicas que podem ser úteis para aprimoramento animal. Um eventual trabalho de recuperação da ovelha barriga preta, com levantamento daqueles animais considerados puros ou mestiçados, poderia resultar em um programa de resgate que, a depender dos resultados, poderia ser muito interessante para a ovinocultura de modo geral.